# Adolf von Westarp (Schriftsteller)

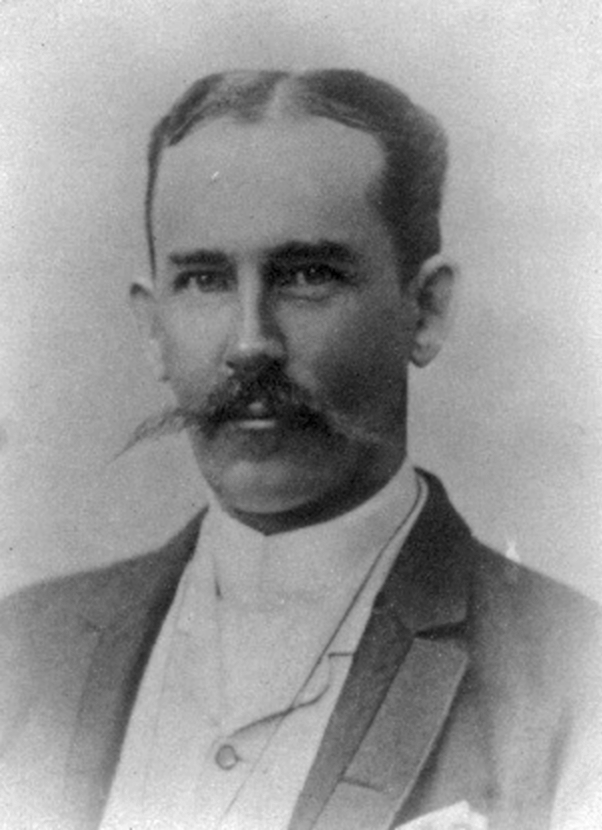
Bild von Adolf von Westarp

Adolf Viktor Amadeus Ludwig Graf von Westarp (* 21. April 1851 in Breslau; gestorben 23. September 1915 in München) war ein deutscher Kammerjunker, deutschnationaler Dichter und Schriftsteller. Er war als Bismarckdichter bekannt.

## Leben

### Herkunft und Familie
Er entstammte dem Adelsgeschlecht Westarp, einer Linie der Askanier. Es geht auf die morganatische Ehe des Prinzen Friedrich Franz Christoph von Anhalt-Bernburg-Schaumburg-Hoym (1769–1807), Sohn des preußischen Generals Franz Adolf, mit der bürgerlichen Karoline Westarp (1773–1818) zurück.
Adolf von Westarp war ein Urenkel des Prinzen und der Sohn des gleichnamigen Landrats von Pleß Adolf von Westarp (* 10. Dezember 1822 in Potsdam; gestorben 12. Mai 1861 in Sacherwitz) und dessen Ehefrau Mathilde, geb. von Pückler (* 2. Juli 1824 in Jacobsdorf; gestorben 2. Februar 1897 in München). Er war zweimal verheiratet; mit Isidora, geb. von Leipziger, Tochter des Kropstädter Rittergutsbesitzers Friedrich Adolf Karl von Leipziger und Schwester von Karl von Leipziger, am 21. April 1881 und mit Godela, geb. von Oven, Tochter des Landrats Karl von Oven (* 12. Juli 1824 in Wetter; † 24. Mai 1907 in Wernigerode), am 22. Dezember 1884.
Aus beiden Ehen entstammten insgesamt acht Kinder, darunter die spätere Schriftführerin der Thule-Gesellschaft Heila von Westarp. Ein Sohn, Otto-Aribert, fiel als Leutnant im Ersten Weltkrieg.
Zur entfernteren Verwandtschaft zählt sein Namensvetter, der preußische Generalleutnant Adolf von Westarp, sowie der Politiker Kuno von Westarp, beide Cousins zweiten Grades. Cousins dritten Grades seiner Tochter Haila sind zudem der Marineoffizier und Industrielle Theodor von Westarp (1890–1959), der Politiker Wolf von Westarp (1910–1982) und der Schriftsteller Eberhard-Joachim von Westarp (1884–1945).

### Karriere
Westarp besuchte das Maria-Magdalenen-Gymnasium in Breslau und die Ritterakademie in Liegnitz. Er studierte von 1869 bis 1873 Jura in Breslau, Zürich, Tübingen und Berlin und wirkte dann seit 1873 als Referendar. Wegen einer schweren Krankheit musste er die Beamtenlaufbahn aufgeben und übersiedelte 1881 mit seiner ersten Ehefrau nach Partenkirchen. Nachdem er zum zweiten Mal heiratete, wohnte er abwechselnd in Partenkirchen und München-Neuhausen. Ab 1885 betätigte er sich als Schriftsteller und verstand sich als Bismarckanhänger. Dem Zeitgeist entsprechend bestanden seine Schriften zu großem Teil aus Nationalismus und auch vereinzeltem Antisemitismus. So bezeichnete er einen großen Teil der deutschen Presse als jüdisch-freisinnige Blätter und beschuldigte sie, den Kaiser zur Entlassung Bismarcks gedrängt zu haben. Seine Bismarckvergötterung entging nicht zeitgenössischen Kritikern.
Ob seine extremen Ansichten prägend für seine rechtsextremistische Tochter waren, ist unbekannt. Nach einer schweren Krankheit wurde er im Münchener Westfriedhof begraben.

## Werke
- Ein Winter in den Alpen: 1881 bis 1882. Luckhardt, 1885
- Die Königsschlösser Ludwig II. Luckhardt, 1887
- Das erste Lied: Erzählung aus dem bairischen Hochland. 1880
- An den Kaiser [mit e. Schlußwort: Nach Moltke’s Tode]. Hoffschläger, 1891
- Kinder der Neuzeit. 1892
- Der Verfall der deutschen Bühne ein Mahnruf an alle, die es angeht. Lüstenoder, 1892
- Schön Rottraut. 1892
- Drei Jesuitenlieder für das deutsche Volk. Beck, 1893
- Fürst Bismarck u. d. deutsche Volk. Beck, 1893[9]
- O stirb uns nicht! : E. Bismarcklied. P. Moedebeck, 1893
- Idyllen und Elegien aus den bayerischen Bergen. 1894